# ホ・ジョンウン
ホ・ジョンウン（韓国語：허정은、2007年9月14日 - ）は、大韓民国の女優である。Jワイドカンパニー所属。

## 出演

### 映画
- 一度ブルームーンで（2011年）
- 悪魔は誰だ（2013年）- ボミ役
- 最後まで行く（2014年）- ミナ役

### ドラマ
- あなたが好き（2011年、SBS）
- ワンダフル・ラブ（2013年、SBS）- キム・ハピル役
- エンジェルアイズ（2014年、SBS）
- 誘惑（2014年、SBS）- カン・ソンア役
- 輝くロマンス（2014年、MBC）- ピョン・ユンド役
- Heart to Heart～ハート・トゥ・ハート～（2015年、tvN）- 幼少時代のチャ・ホンド役
- 私の心きらきら（2015年、SBS）- 幼少時代のイ・スンス役
- ジキルとハイドに恋した私（2015年、SBS）- 幼少時代のチャン・ハナ役
- 匂いを見る少女（2015年、SBS）- ジミン役
- 華政（2015年、MBC）- 幼少時代の貞明公主役[1]
- 離婚弁護士は恋愛中（2015年、SBS）- ハン・チョロン役
- お願い、ママ（2015年、KBS2）- 幼少時代のイ・ジネ役
- 雪蓮花（2015年、SBS）- ジョンウォン役
- 波瀾万丈嫁バトル（2015年、MBC）- 少女時代のヒョンジ役
- 町の弁護士チョ・ドゥルホ（2016年、KBS2）- チョ・スビン役
- 雲が描いた月明り（2016年、KBS2）- 永温翁主役
- オー・マイ・クムビ（2016年、KBS2）- ユ・クムビ役[2][3]
- ミスター・サンシャイン（2018年、tvN）- 少女時代のコ・エシン役
- 100日の郎君様（2018年、tvN）- 少女時代のユン・イソ/ホンシム役
- 私だけに見える探偵（2018年、KBS2）- 少女時代のソヌ・ヘ役
- 町の弁護士チョ・ドゥルホ2（2019年、KBS2）- チョ・スビン役
- アスダルクロニクル（2019年、tvN）- 少女時代のタン・ヤ役
- スタートアップ：夢の扉（2020年、tvN）- 少女時代のソ・ダルミ役[4]
- 王女ピョンガン 月が浮かぶ川（2021年、KBS2）- 少女時代のピョンガン役
- ホームタウン（2021年、tvN）- キム・ムンスク役